# Ogema, Saskatchewan
Ogema är en ort i Kanada.   Den ligger i provinsen Saskatchewan, i den södra delen av landet, 2 200 km väster om huvudstaden Ottawa. Ogema ligger 713 meter över havet och antalet invånare är 368.
Terrängen runt Ogema är mycket platt. Trakten runt Ogema är nära nog obefolkad, med mindre än två invånare per kvadratkilometer..
Trakten runt Ogema består till största delen av jordbruksmark.